# توکای هیمالیایی
توکای هیمالیایی یا توکای جنگلی هیمالیایی (نام علمی: Zoothera salimalii) گونه‌ای از پرندگان است که در سال ۲۰۱۶ توصیف شد و از برفک آلپی Zoothera mollissima که در گذشته با آن تکه شده بودند جدا شد. این گونه بر اساس مطالعات تبارزایی جدا شده است که نشان می‌دهد جمعیت حداقل ۳ میلیون سال پیش از اجداد مشترک جدا شده است (برآوردها از ۳ تا ۶ میلیون سال متفاوت است). توکای آلپی (Zoothera mollissima به معنای محدود) در بالای دارمرز رشد می‌کند، در حالی که توکای هیمالیایی در زیستگاه‌های جنگلی تولیدمثل می‌کند. این گونه از سیکیم و دارجلینگ در هند تولیدمثل می‌کند و از شرق تا تبت و بیشتر از شرق تا شمال غربی یون‌نان در چین گسترش می‌یابد. این گونه از نظر آواز با توکای آلپاین متفاوت است. توکای هیمالیایی آوای موسیقایی بیشتری دارد، در حالی که توکای آلپی خشن و رنده است. یک پرنده تازه کشف‌شده توکای جنگلی هیمالیایی به افتخار پرنده‌شناس هندی، دکتر سلیم علی نام‌گذاری شد. نام این پرنده "Zoothera salimalii" است. یک خفاش میوه‌ای نیز به نام او "Latidens salimalii" نام‌گذاری شده است.
نام این گونه به افتخار پرنده‌شناس برجسته هندی سلیم علی داده شده است.